# Dictyonota strichnocera
Dictyonota strichnocera је врста стенице (Heteroptera) која припада фамилији Tingidae.

## Распрострањење
Врста је распрострањена на подручју средње и јужне Европе, од Шпаније до Урала, честа је на подручју западне Европе а има је и у Анатолији. У Србији се ретко бележи.

## Опис
Тело је издужено светлобраон до тамнобраон боје, глава је црне боје а дуж пронотума је изражена тамна мрља (веома варијабилна, од црне до светло жуте боје). На задњој ивици пронотума, односно бази хемиелитри, пружа се светла трака. Фемури и тарзуси су црне боје а тибије нешто светлије. Антене су потпуно црне, робусне и длакаве, код женки су увек израженије. Трећи сегмент је широк као или шири од четвртог. Дуж спољашње ивице хемиелитри пружају се два реда јасних неправилних ареола. Дужина тела је од 3 до 4mm.

## Биологија
Одрасле јединке су активне од маја до октобра, а у Србији се најчешће срећу током јула. Врста презимљава у стадијуму јајета. Dictyonota strichnocera се храни на врстама из породицe легуминоза (Fabaceae), често на врстама из рода Cytisus.

## Синоними
- Dictyonota idonea Jakovlev, 1903